# Niklas Zennström

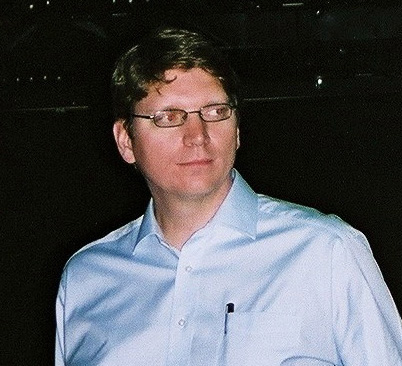
Niklas Zennström

Niklas Zennström (ur. 16 lutego 1966) – szwedzki przedsiębiorca i programista, twórca sieci Skype i Kazaa, którą odsprzedał firmie Sharman Networks.

## Życiorys
Ukończył studia na Uniwersytecie w Uppsali, studiował też na University of Michigan. Posiada podwójny dyplom zarówno MBA jak i Master of Science w specjalności programowanie komputerowe.
Karierę zawodową rozpoczął w firmie telekomunikacyjnej Tele2. Zajmował się rozbudową sieci internetowych w tym pomagał rozwijać firmę typu ISP get2net oraz portal everyday.com. Później założył i był szefem firmy KaZaA. Po zbyciu akcji firmie Sharman Networks założył i prowadził firmę Joltid, która zajmowała się tworzeniem rozwiązań dla sieci p2p. Był też współtwórcą firmy Altnet, która tworzyła oprogramowanie dołączane później w pakiecie KaZaA. Oprogramowanie to zostało później uznane przez społeczność internetową za szpiegujące.
Najnowsze dzieło Zennströma firma Skype została sprzedana firmie eBay za 2,1 mld € (2,6 mld USD) w październiku 2005 roku.
Umieszczony na liście magazynu Time jako jeden ze stu najbardziej wpływowych ludzi 2006 roku.